# Подунав'я
Подуна́в'я, Наддуна́в'я — географічно-історичний поліетнічний край над (по) Дунаю, частково в межах України.
У вузькому розумінні включає українські території над Дунаєм, що у різні часи включали Вилкове, Кілію, Ізмаїл, Малий Галич, Переяславець і навколишні території. Задунав'я, що визначилося окремою областю з часів Задунайської Січі, також може відноситися до Подунав'я.
У широкому розумінні, Подунав'я охоплює всі землі над Дунаєм — значні території Німеччини, Австрії, Словаччини, Угорщини, Сербії, Румунії, Болгарії та України, отже, є міжнаціональним регіоном.
Ріка Дунай оспівується у піснях багатьох слов'янських народів, тому вважається однією з можливих батьківщин слов'ян.
Над Дунаєм сиділи тіверці — давнє українське плем'я. Зі стародавніх часів українці пов'язані з Дунаєм. Тут, у Переяславці заснував нову столицю Київської Русі князь Святослав Ігорович. Сюди простягалася Галицька держава, що мала велике торгове місто над Дунаєм — Малий Галич.
За козаччини Дунайський луг на Нижньому Дунаї був місцем промислів, військовим місцем вишколу й пересидки для запорожців.
З ліквідацією Запорозької Січі 1775 року та перебазуванням козаків на Дністер, Подунав'я стало одним з їх займищ. Тут уже були оселені російські старовіри й донці-некрасівці.
На прохання російського уряду, 1779 року Османська імперія визначила запорожцям мешкати за Дунаєм. Тому Січ і поселення, що були там побудовані, були «Задунайські». Задунав'я стало означати окремий регіон в українській історії. На Задунав'ї українські поселення сягають Силістри.